# Nick Delpopolo
Nicholas „Nick“ Delpopolo vlastním jménem Petar Perović, (* 8. února 1989 v Jugoslávii) je americký zápasník-judista, grappler černohorského původu.

## Sportovní kariéra
Narodil se jako Petar Perović a žil v dětském domově v Nikšići, odkud ho ve věku dvou let adoptovali manželé Delpopolovi z města Westfield (New Jersey). S judem začal v 5 letech v Cranfordu pod vedením Yone Yonezuky. Později na základní a střední škole upřednostnil zápas ve volném stylu, protože za judo němel možnost brát školní stipendium. Na judo se zaměřil později potom co s ním v zápasnickém týmu přestali počítat kvůli problémům s kolenem a kázni. Tréninky juda absolvoval od svých 12 let pod vedením Jasona Morrise v Glenville ve státě New York nejprve na tréninkových kempech a od roku 2006 jako plnohodnotný člen. Pod vedením Morrise se dostal do americké reprezentace, kde o post reprezentační jedničky v lehké váze soupeřil s Michaelem Eldredem.
V roce 2012 porazil Eldreda v americké olympijské kvalifikaci a vybojoval si účast na olympijských hrách v Londýně. Na olympijských hrách předvedl nečekaně dobrý výkon. Po úvodní výhře na ippon nad judistou z Hongkongu vyřadil v dalším kole Belgičana Dirka Van Tichelta na juko po kontrachvatu uči-mata-gaeši. Ve čtvrtfinále svedl pasivní bitvu se nasazenou jedničkou Korejcem Wang Ki-čchunem, který nakonec museli rozsoudit rozhodčí praporky. V prodloužení byl méně aktivnější než Korejec a po hantei v poměru 0:3 spadl do oprav. V oprávách neuspěl proti Mongolu Ňamočirovi a obsadil 7. místo. Po turnaji byl ale diskvalifikován kvůli pozitivnímu testu na marihuanu, který jeho právník vysvětloval neúmyslným požitím jídla kořeněného konopím. On sám se k dané problematice chytře nevyjádřil. Trenér Morris mu zařídil pobyt a přípravu na Floridě v Miami a právník ho z problému vysekal s minimální délkou trestu.
Od roku 2013 začal v Miami svojí novou sportovní etapu oficiálně pod vedením Evelia Garcíi. V roce 2016 se kvalifikoval na olympijské hry v Riu. V úvodním kole porazil judistu z Nigeru nasazením submise a v dalším kole zápasnickým chvatem daki-wakare porazil v prodloužení Mongola Odbajara. Ve čtvrtfinále měl dobře rozehraný zápas s Izraelcem Sagi Mukim, ještě v polovině čtvrté minuty vedl šido, ale vzápětí neuhlídal Mukiho levé o-soto-gari a spadl na ippon. V opravách byl jeho výkon podobně jako před čtyřmi roky na olympijských hrách poloviční a po prohře na šido s Maďarem Miklósem Ungvárim obsadil 7. místo.

### Vítězství
- 2010 – 2x světový pohár (Isla Margarita, San Salvador)
- 2011 – 1x světový pohár (Liverpool)
- 2014 – 1x světový pohár (Port Louis)

## Výsledky
| Turnaj                  | 2010       | 2011       | 2012       | 2013       | 2014       | 2015       | 2016       |
| Turnaj                  | 21         | 22         | 23         | 24         | 25         | 26         | 27         |
| Turnaj                  | lehká váha | lehká váha | lehká váha | lehká váha | lehká váha | lehká váha | lehká váha |
| ----------------------- | ---------- | ---------- | ---------- | ---------- | ---------- | ---------- | ---------- |
| Olympijské hry          |            |            | DQ         |            |            |            | 7.         |
| Mistrovství světa       | úč.        | úč.        |            | úč.        | úč.        | —          |            |
| Panamerické hry         |            | —          |            |            |            | —          |            |
| Panamerické mistrovství | —          | 3.         | 3.         | 1.         | 3.         | 3.         | 5.         |